# The Siren's Song
Chapter 20: The Siren's Song (Capítulo 20: El Canto de la Sirena en América Latina, y La Canción de la Sirena en España), es el vigésimo primer episodio de la primera temporada de la serie de televisión animada Scooby-Doo! Misterios, S. A..
El guion principal fue elaborado por Roger Eschbecher, mientras Joey Mason se encargó de dibujar el guion gráfico, y Victor Cook estuvo a cargo de la dirección general. El episodio fue producido por la compañía Warner Bros. Animation, a manera de secuela de la serie original de Hanna-Barbera Productions, Scooby-Doo ¿dónde estás? (1969).
Se estrenó oficialmente en los Estados Unidos el 14 de junio de 2011 por Cartoon Network. En Hispanoamérica y Brasil, el episodio se estrenó oficialmente el 17 de julio de 2011 a las 17:00 a través de Cartoon Network.

## Argumento
En un barco Pesquero, dos hombres han tratado de cazar sardinas todo el día.  Después de mucho navegar, el capitán, frustrado, decide llevar su embarcación hacia el puerto del hombre muerto que, según dicen, está encantado. Los pescadores logran su cometido, más de pronto, entran en una espesa niebla marina; al instante son atacados por violentos y aterradores monstruos marinos, que los arrastran y se los llevan a las profundidades del mar.

Es viernes por la noche, y Fred y Daphne pasean por el Museo encantado, mientras Shaggy y Scooby la pasan bien en un restaurante. Vilma Dinkley, la más joven del grupo, está algo disgustada por ser la única de sus amigos que al parecer no tiene nada que hacer más que quedarse sola en su cuarto y verificar el sitio web de la pandilla, el cual ella se encarga de administrar y actualizar. De pronto, mientras postea una nueva entrada, recibe un correo de un anónimo que le informa de la desaparición del bote pesquero. Emocionada por un nuevo misterio, Vilma llama enseguida a su mejor amiga para contarle, pero Daphne no puede ir porque está con Fred. Vilma intenta llamar a Shaggy, pero él también está ocupado cenando. Decidida por resolver el misterio sola, Vilma toma prestado el costoso bote de los Blake y se hace a la mar, explorando cerca de la plataforma petrolera sin encontrar nada. En ese momento, Vilma comienza a escuchar una voz de mujer que canta. De las aguas emerge una sirena de nombre Amy quien parece conocer muy bien a la pandilla e incluso sabe sobre los problemas que Vilma tuvo en su noviazgo, su soledad y sus conflictos interiores. Después de contarle que fue ella quien le envió el mensaje anónimo sobre la desaparición del bote, la sirena le advierte a la castaña que Gruta de Cristal corre peligro y que debe salir de la zona inmediatamente. A pesar de no conocerla y de hablar con un ser que no cree que exista, Vilma obedece y logra escapar a duras cuestas de los fenómenos de mar, a quienes atropella con el bote.

Al día siguiente, la pequeña chica les cuenta sobre el acontecimiento a sus amigos (aunque sin decirles una palabra sobre su amiga marina) que se impresionan con el relato y se preguntan si fue el Señor E quien le envió el caso del bote a Vilma. Por sugerencia de la quinceañera, el grupo visita a Skipper Shelton en la playa, debido a que uno de los pescadores desaparecidos es su hermano llamado también Skipper.  No obstante los chicos no obtienen nada del viejo hombre de mar, que se niega a creer que su hermano esté en peligro y se burla pues no cree en la existencia de las sirenas, junto a toda la pandilla que tampoco lo cree. Al caer la noche, cuando los chicos se retiran, Skipper es secuestrado por los fenómenos de mar.

Esa misma noche, Amy se aparece en el cuarto de Vilma luego de haber venido desde el Océano a través de las calles, y le informa de la desaparición de Skipper. Vilma está a punto de llamar a sus amigos cuando de pronto su madre irrumpe en su habitación, Vilma pierde de vista a la sirena y esta desaparece. Al día siguiente en el estudio K-Ghoul, Angel Dynamita les cuenta a los chicos que las extrañas desapariciones tienen algo que ver con la compañía Destroido (fábrica corporativa que apareció en el Capítulo 13). La locutora dice que Destroido ha tenido una especie de lugar de extracción de petróleo por años en Gruta de Cristal y sería bueno investigarlo.

En la compañía Destroido, el presidente Ed Máquina niega ante los chicos tener algún lugar para extraer petróleo. Sin embargo, pese a haberse visto con los chicos como el emisario del Señor E en anteriores ocasiones, ninguno parece reconocerlo como tal. En la conferencia de prensa se encuentra Ernesto, uno de los protestantes que Daphne conoció en la universidad Darrow. Vilma anima a los chicos a investigar en el puerto petrolero, pero no encuentran nada misterioso en medio de la niebla, hasta que también son atrapados por los peces fenómenos y llevados a una especie de lugar submarino.

Los chicos son puestos junto con los hermanos shelton, el otro pescador y con Spike Cavenaugh, un científico del puerto y de la compañía Destroido y el primero en ser secuestrado. Con ayuda de Amy y aprovechando que los monstruos estaban distraídos, los chicos logran liberarse. Usando a Shaggy y Scooby como carnada debido a su habilidad de aguantar la respiración por mucho más tiempo, logran atrapar a los peces fenómenos en una de las trampas de Fred, que en esta ocasión funciona perfectamente. Al desenmascararlos, los fenómenos resultan ser Ernesto y su pandilla de activistas. Ernesto admite que su intención era extraer el petróleo y así tener el dinero para respaldar sus protestas en contra de Destroido, pese a que para ello tenía que causar un enorme desastre ambiental.

Una vez de regreso a gruta de cristal, Vilma descubre que su amiga la sirena, es en realidad Amy Cavenaugh, la esposa de Spike Cavenaugh, quien buscó contactarse con la pandilla para encontrar a su marido, ya que las autoridades se rehusaron a ayudarla, y fingió ser una sirena para hacerlo ver como uno de sus misterios y que ellos se interesaran. La pequeña castaña se siente decepcionada y utilizada, pero Ami le revela que lee su blog, es su fan, y que quiere seguir siendo su amiga si ella así lo quiere, lo cual Vilma acepta. Más tarde, Vilma les cuenta que quien ayudó con este misterio fue Angel, quien por suerte conocía de Destroido gracias a los periódicos, pero Ami se extraña puesto que los diarios nunca cubrieron ni una sola palabra del hecho. Sacando algunas conclusiones, deduciendo y comparando imágenes, Vilma decide resolver una cuenta pendiente con Angel a espaldas de todos sus amigos, y va esa noche al estudio K-Ghoul.

En la estación de radio, una decidida Vilma confronta a Angel, diciéndole que todas las pistas se han juntado y ahora todo tiene sentido: su ayuda con este misterio, el diario de Cassidy Williams que les dio para el caso de la Mansión Darrow, cosas que ella no debió saber ni tener pues supuestamente no había crecido en la ciudad, sin importar que le gustara investigar. La pequeña, acusa a gritos a Angel Dynamita de ser Cassidy Williams, uno de los miembros originales de la pandilla Misterios, S. A. que desapareció hace décadas en las cuevas de Gruta de Cristal. Una impresionada Angel Dynamita se queda perpleja por la acusación de su amiga, pero sin que ella niegue o confirme nada 1982.